# بهارتاندو هاريشكاندرا
بهارتاندو هاريشكاندرا (9 سبتمبر 1850 - 6 يناير 1885)، وُلد بهارتاندو هاريشكاندرا في بينارِس في عائلة فينشوية ثرية.
إنه كاتب ذو ثقافة واسعة، طبع بداية الأدب الهندي الحديث بأعمال نثرية ومسرحية، وسمحت له المجلات بنشرها، (1873-1885) haris candrs magazine و (1867-1885) Kavivacansudhi، بنشر نتاجة الشخصي ونتاج الكتاب المعاصرين، وتشهد مقالاته المنشورة بشكل خاص
في المجلات الأدبية على اهتمامه بالتاريخ والسياسة وتكشف عن بعض من أفكاره الاجتماعية المجدَّدة بالنسبة لوسطه التقليدي
الذي يشاركه فيه مع ذلك بمعتقداته الدينية. نظم نتاجه الشعري باللغة البراجية بصورة جوهرية وعرض طابعًا تقويًا راشدًا،
وكان حساسًا أيضًا في بعض مسرحياته لموضوع كريشنا (Candavali, 1877). يتضمن عمله المسرحي الذي ما زال تجريبيًا ترجمات
لأعمال بالسنسكريتية والبنغالية، أو مستوحاة أحيانًا من شكسبير، ولكنه كتب بعض الأعمال الأصلية أيضا.
وفي أشهر مسرحية له "Bharat durdasa 1880"، يعرض وضع الهند المؤثر.

## روابط خارجية
- بهارتاندو هاريشكاندرا على موقع الموسوعة البريطانية (الإنجليزية)